# Thomas Mehner
Thomas Mehner (* 1961 in Suhl) ist ein deutscher Autor.

## Leben
Mehner absolvierte eine Informatikausbildung und war bis 1990 in der EDV-Branche tätig. Später wurde er als selbständiger Kaufmann, Verleger und Autor aktiv. Bereits seit 1978 beschäftigte er sich mit parawissenschaftlichen Themen. Ursprünglich mit einem Themenschwerpunkt auf UFO-Phänomen, gilt sein besonderes Augenmerk heute dem Jonastal und angeblich dort vom Dritten Reich entwickelter Atomwaffen.
Von 1987 bis 1993 war er Herausgeber mehrerer Zeitschriften. Von 1997 bis zu dessen Einstellung war er Mitglied der Redaktion des Ufo-Kuriers des Kopp Verlages.

## Veröffentlichungen (Auswahl)
- Thomas Mehner [Hrsg.]: Das große Experiment. Das Wissen versunkener Kulturen, Besucher aus dem Kosmos und grenzwissenschaftliche Phänomene – Eine Beitragssammlung. (1994)
- Thomas Mehner [Hrsg.]: An den Grenzen unseres Wissens (Band 1: Unser modernes Weltbild und das Unbekannte). (1997, CTT-Verlag)
- Thomas Mehner [Hrsg.]: An den Grenzen unseres Wissens (Band 2: Wissenschaft – der Irrtum neuester Stand). (1998, CTT-Verlag)
- Thomas Mehner [Hrsg.]: An den Grenzen unseres Wissens (Band 3: Grenzwissenschaftliche Betrachtungen). (1999, CTT-Verlag)
- zusammen mit Edgar Mayer: Das Geheimnis der deutschen Atombombe: Gewannen Hitlers Wissenschaftler den nuklearen Wettlauf doch? (2001, Kopp Verlag)
- Geheimnisse in Thüringens Untergrund. Die ungehobenen „Altlasten“ des Dritten Reiches. (2002, Heinrich-Jung-Verlag-Ges.)
- zusammen mit Edgar Mayer: Die Atombombe und das Dritte Reich: das Geheimnis des Dreiecks Arnstadt-Wechmar-Ohrdruf. (2002, Kopp Verlag)
- zusammen mit Edgar Mayer: Geheime Reichssache: Thüringen und die deutsche Atombombe. (2004, Kopp Verlag)
- zusammen mit Friedrich Georg: Atomziel New York: geheime Grossraketen- und Raumfahrtprojekte des Dritten Reiches. (2004, Kopp Verlag)
- zusammen mit Edgar Mayer: Die Angst der Amerikaner vor der deutschen Atombombe – Neue Informationen und Dokumente zum größten Geheimnis des Dritten Reiches. (2007, Kopp Verlag)
- zusammen mit Edgar Mayer: Die Lügen der Alliierten und die deutschen Wunderwaffen – Das Dritte Reich, die Atombombe und der 6. August 1945. (2010, Kopp Verlag)